# Вонглюв
Вонґлюв (пол. Wąglów) — село в Польщі, у гміні Стомпоркув Конецького повіту Свентокшиського воєводства.
Населення — 183 особи (2011).
У 1975—1998 роках село належало до Келецького воєводства.

## Демографія
Демографічна структура на день 31 березня 2011 року:
|          | Загалом | Допрацездатний вік | Працездатний вік | Постпрацездатний вік |
| -------- | ------- | ------------------ | ---------------- | -------------------- |
| Чоловіки | 90      | 21                 | 59               | 10                   |
| Жінки    | 93      | 17                 | 49               | 27                   |
| Разом    | 183     | 38                 | 108              | 37                   |